# Гетеротаксія (мінералогія)
Гетеротаксія — відміна епітаксичних включень, у яких не спостерігаються структурно зумовлені орієнтовані наростання.
Гетеротаксія часто спостерігається в умовах швидкого росту кристалів або за інших умов. Це явище можна зустріти в матеріалознавстві, зокрема в металургії, де відхилення від епітаксії може суттєво вплинути на властивості кінцевого матеріалу.